# Per Lindstrand
Per Lindstrand, född 1948 i Linköping, är en svensk ingenjör, pilot och äventyrare, som sedan 1978 är bosatt i England. Tillsammans med Richard Branson och Steve Fossett i december 1998 flög Lindstrand 19 962 km i sitt försök att flyga runt jorden med en Rozière-ballong (kombinerad gas- och varmluftsballong).
Per Lindstrand var också den förste att flyga över Atlanten 1987 och Stilla Havet, 1991 i en varmluftsballong. Både gångerna flög han tillsammans med Richard Branson.